# زبیگنیف سیبولسکی
زبیگنیف سیبولسکی (لهستانی: Zbigniew Hubert Cybulski؛ ۱۹۲۷ – ۱۹۶۷) بازیگر و فیلم‌نامه‌نویس اهل کشور لهستان بود. شهرت وی به خاطر شخصیت محبوبش در اواخر جنگ جهانی دوم و در تاریخ لهستان است.
از فیلم‌هایی که وی در آن نقش داشته است، می‌توان به یوویتا، روز هشتم هفته، قطار شب، خاکستر و الماس و دست‌نوشته ساراگوسا اشاره کرد.